# Loukas Notaras
Loukas Notaras, född 1402, död 3 juni 1453, var en bysantinsk adelsman och ämbetsman. 
Han var den sista megas doux (storhertig) och överbefälhavare över den bysantinska flottan och den sista mesazon (försteminister) under kejsarna Johannes VIII Palaiologos och Konstantin XI Palaiologos. 
Hans tre döttrar lyckades fly under Konstantinopels fall. Han själv tillfångatogs tillsammans med sin hustru, sina två söner och sin svärson. Sultan Mehmet II benådade ursprungligen Loukas Notaras och hans familj, men ändrade uppfattning och lät sedan ändå avrätta honom, hans äldste son och hans svärson. Flera anledningar har getts till detta. 
En är att sultanen bad Loukas Notaras att ge honom sin yngsta son, den fjorton år gamla Jacob Notaras, som sexslav. Sedan skövlingen hade upphört, fördes medlemmarna av den före detta bysantinska adeln framför Mehmet II, bland dem Loukas Notaras och nio ministrar, och sultanen hade vid detta tillfälle benådat de flesta, med undantag för en del av de vackraste flickorna och pojkarna, som han behöll i slaveri. Efter detta meddelades han dock att Loukas Notaras yngsta son var vacker; han sände därför sin eunuck för att hämta pojken, men Loukas Notaras ska då ha vägrat att lämna ut sin son. 
Loukas Notaras ska ha svarat "det vore mycket bättre för mig att dö än att lämna över mitt barn att besudlas av er". Mehmet II gav då order om att Loukas Notaras skulle avrättas.  Notaras sade då till sina söner att avvisa sultanens närmanden utan att vara rädda för konsekvenserna. Notaras blev därefter avrättad, liksom hans äldste son och svärson. Hans hustru, som låg sjuk och sängliggande, gjordes till slav men avled strax därpå. Hans yngsta son Jacob Notaras placerades i sultanens harem som hans sexslav, men rymde därifrån till sina systrar i Italien några år senare.